# Huachinango a la veracruzana
Huachinango a la veracruzana è un tipico piatto di pesce messicano a base di pomodoro e peperoncino, tutto cotto alla brace. È preparato con il pesce omonimo, il cui nome scientifico è Lutjanus campechanus.

## Descrizione
È stato definito il piatto simbolo dello stato di Veracruz. Combina ingredienti e metodi di cottura dalla Spagna e dal Messico pre-coloniale. L'uso di olive e capperi conferisce un sapore mediterraneo al piatto e mostra un'influenza spagnola.
Tradizionalmente viene servito con piccole patate arrosto e riso in bianco cucinato alla messicana.